# Пантего (Північна Кароліна)
Пантего (англ. Pantego) — місто (англ. town) в США, в окрузі Бофорт штату Північна Кароліна. Населення — 164 особи (2020).

## Географія
Пантего розташоване за координатами 35°35′15″ пн. ш. 76°39′34″ зх. д. / 35.58750° пн. ш. 76.65944° зх. д. (35.587373, -76.659397).  За даними Бюро перепису населення США в 2010 році місто мало площу 2,08 км², уся площа — суходіл.

## Демографія
Згідно з переписом 2010 року, у місті мешкало 179 осіб у 72 домогосподарствах у складі 45 родин. Густота населення становила 86 осіб/км².  Було 88 помешкань (42/км²).
Расовий склад населення:
| - 72,1 % — білих - 20,7 % — чорних або афроамериканців - 6,7 % — корінних американців |

До двох чи більше рас належало 0,6 %. Частка іспаномовних становила 8,9 % від усіх жителів.
За віковим діапазоном населення розподілялося таким чином: 21,8 % — особи молодші 18 років, 60,9 % — особи у віці 18—64 років, 17,3 % — особи у віці 65 років та старші. Медіана віку мешканця становила 43,3 року. На 100 осіб жіночої статі у місті припадало 118,3 чоловіків;  на 100 жінок у віці від 18 років та старших — 118,8 чоловіків також старших 18 років.
Середній дохід на одне домашнє господарство  становив 62 665 доларів США (медіана — 35 536), а середній дохід на одну сім'ю — 78 774 долари (медіана — 50 000). За межею бідності перебувало 9,5 % осіб, у тому числі 5,9 % дітей у віці до 18 років та 6,9 % осіб у віці 65 років та старших.
Цивільне працевлаштоване населення становило 98 осіб. Основні галузі зайнятості: освіта, охорона здоров'я та соціальна допомога — 22,4 %, сільське господарство, лісництво, риболовля — 21,4 %, роздрібна торгівля — 15,3 %, виробництво — 11,2 %.